# Kamienica przy ulicy Wielopole 10 w Krakowie
Kamienica przy ulicy Wielopole 10 – zabytkowa kamienica znajdująca się w Krakowie, w dzielnicy I Stare Miasto przy ulicy Wielopole, na Wesołej.
Kamienica została wzniesiona w 1876 roku.
Budynek został wpisany do gminnej ewidencji zabytków. Znajduje się na obszarze Wesołej, której układ urbanistyczny został wpisany 16 lutego 1984 do rejestru zabytków.